# Ханс Шак фон Брокдорф
Ханс Шак фон Брокдорф (на немски: Hans Schack von Brockdorff; на датски: Hans Schack baron Brockdorff;* 28 май 1729 в Олбор в Дания; † 3 декември 1776) е датски барон от древния род Брокдорф в Шлезвиг-Холщайн, кемерер на датската кралица, държавен съветник.
Той е син (от девет деца) на датския таен съветник граф Кристиан Фридрих фон Брокдорф (1679 – 1750) и съпругата му Улрика Елеонора фон Фьолкерсам (1695 – 1733). Внук е на граф Кай Лоренц фон Брокдорф (1646 – 1725) и съпругата му София Амалия фон Шак цу Шакенбург (1657 – 1713), дъщеря на датския фелдмаршал граф Ханс фон Шак (1609 – 1676) и Анна фон Бломен (1632 – 1688). Брат е на граф Кристиан Улрих фон Брокдорф (1724 – 1808), датски полковник.
Ханс Шак фон Брокдорф е господар на рицарското имение Клайн Нордзее и Марутендорф. През 1754 г. е кемерер на датската кралица Юлиана фон Брауншвайг-Волфенбютел, 1762 г. фогт в Бредщед и Дигреве, 1767 г. държавен съветник, 1768 г. съветник на Рендсбург. На 22 юли 1769 г. той става „Бял рицар“ на „Орден Данеброг“ и през 1770 г. член на земеделската комисия на Холщайн.
Ханс Шак фон Брокдорф умира на 47 години на 3 декември 1776 г. и е погребан в църквата „Св. Николай“ в Кил.
Синът му Кай Лоренц фон Брокдорф (1766 – 1840) е издигнат 1838 г. на датски наследствен граф.

## Фамилия
Ханс Шак фон Брокдорф се жени на 26 юни 1757 г. за баронеса Фредерика Анна София Шак (* 4 ноември 1741в дворец Шакенборг; † 3 април 1787), дъщеря на граф Ото Дидрик Шак Шакенборг (1710 – 1741) и Анна Ернестина Фредерика Вилхелмина Габел. Те имат децата:
- Юлиана Мария фон Брокдорф (* 12 юни 1763, Клайн Нордзее; † 2 април 1822), омъжена на 7 януари 1785 г. за барон Адам Кристофер Кнут-Конрадсборг (* 28 май 1759, Копенхаген; † 1 юли 1807, Копенхаген)
- Кай Лоренц фон Брокдорф (* 26 януари 1766 в рицарското имение Клайн Нордзее; † 18 май 1840 в Хамбург), от 1838 г. датски граф на Брокдорф, последният датски канцлер в Шлезвиг-Холщайн, женен на 15 май 1800 г. в Копенхаген за Берта фон Рабен (* 23 октомври 1780, Копенхаген; † 1 юли 1831 вер. в Кил)
- Квинда Анна Ернестина фон Брокдорф (* 19 март 1767, Клайн Нордзее; † 4 септември 1818, Гюлденщайн, Шлезвиг-Холщайн), омъжена I. на 16 април 1790 г. за Кай фон Ранцау-Гюлденщайн (* 3 март 1726; † 21 юли 1792), II. на 11 септември 1811 г. за барон Шарл Август Зелбпи (* 24 октомври 1755; † 15 март 1823, Копенхаген)